# 洞村乡
洞村乡，是中国江西省新余市分宜县所辖的一个乡，位于分宜县东北部，与仁和乡、南港乡接壤。

## 行政区划
现辖：
洞村集镇社区、楼下村、早木山村、谷山村、石溪村、南村、程家坊村和霞贡村。